# Elly Mayday
Ashley Shandrel Luther (15 tháng 4 năm 1988 – 1 tháng 3 năm 2019), được biết đến với cái tên Elly Mayday, là một người mẫu Canada và là người ủng hộ cho sức khỏe của phụ nữ. Cô được biết đến với việc chiến đấu với bệnh ung thư buồng trứng trong suốt sự nghiệp người mẫu của mình, và thường được chụp ảnh với những vết sẹo phẫu thuật và cái đầu hói do hóa trị.

## Thời trẻ
Mayday có tên lúc sinh Ashley Shandrel Luther vào ngày 15 tháng 4 năm 1988, cô lớn lên tại một trang trại gần Aylesbury, Saskatchewan (dân số 50 người). Cô lớn lên cùng với ba anh em trong một gia đình; Gia đình cô trồng trọt, chăn nuôi gia súc, ngựa, lợn, gà, và điều hành một nhà hàng ở địa phương. Mẹ cô là một nghệ sĩ. Mayday đến trường nội trú năm 13 tuổi, sau đó học nghiên cứu về giới và tâm lý học ở trường đại học, sau đó về phòng với anh trai cô ở Vancouver.

## Nghề người mẫu

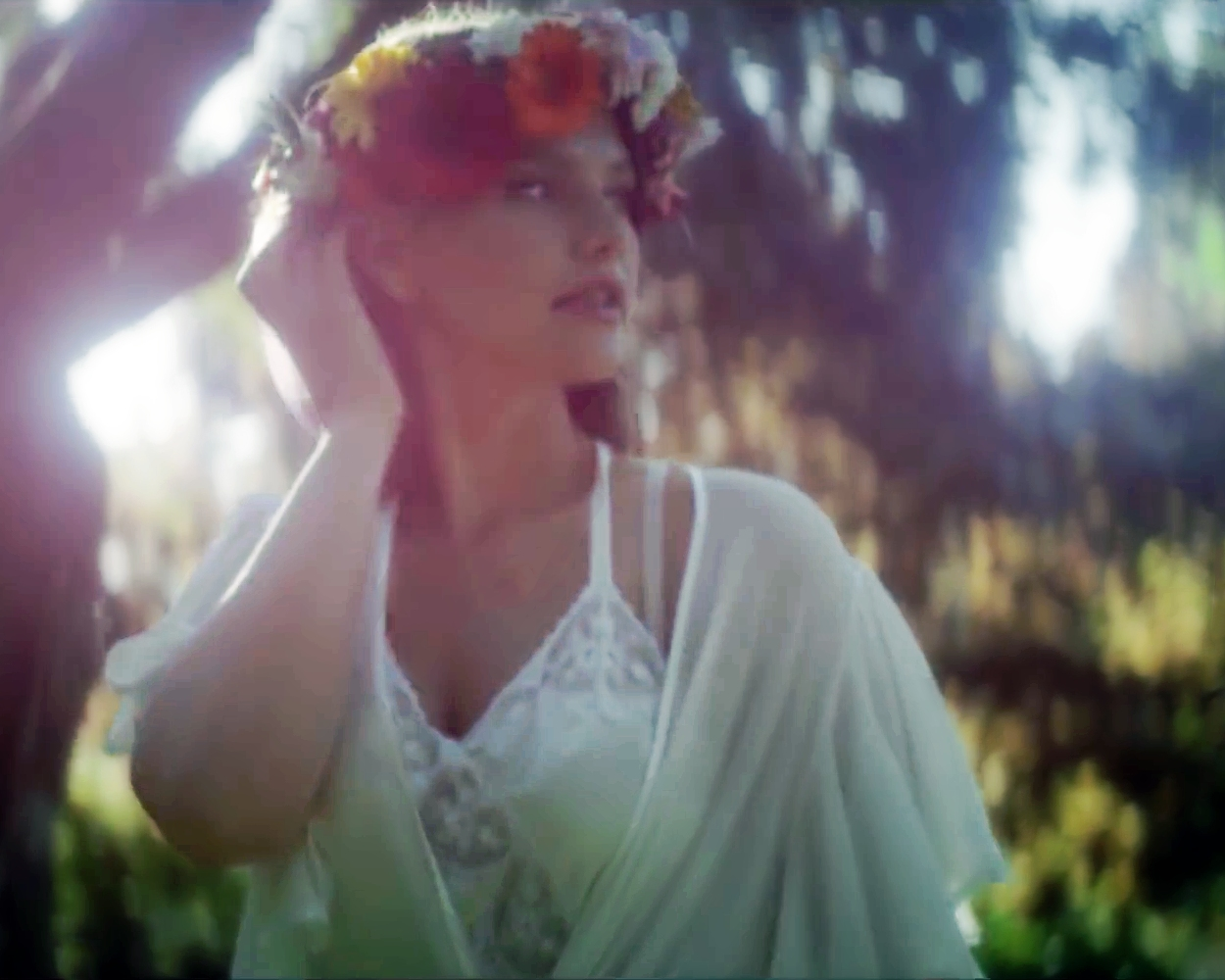
Mayday trong A Perfect 14

Khi cô 23 tuổi, Mayday đang làm tiếp viên cho hãng hàng không Sunwing, cô làm việc tuyến đường bay bao gồm Cuba, Mexico và Jamaica. Cô cũng đang cố gắng làm việc như một người mẫu. Cô đã lấy nghệ danh của mình, Elly Mayday, một sự kết hợp của Elly May Kẹpett, một nhân vật từ The Beverly Hillbillies và sự nghiệp hàng không của cô. Cô biết mình không đủ cao hay gầy để làm người mẫu truyền thống, nhưng số đo 34-29-44 của cô là lý tưởng cho việc tạo mẫu pin-up; cô đã giành chiến thắng trong một cuộc thi cho một chương trình ô tô địa phương và là chủ đề chính của một bộ phim tài liệu từng đoạt giải thưởng ghi lại sự nghiệp ung thư và người mẫu của cô có tên là A Perfect 14, đề cập đến kích cỡ quần áo của cô.
Mayday bắt đầu cảm thấy các triệu chứng mà cô mô tả là đau lưng dưới và đau bụng, kèm theo áp lực ở dạ dày dưới, nhiễm trùng bàng quang tái phát và cảm giác không khỏe. Cô đã đến phòng cấp cứu bốn lần. Các bác sĩ đã không xem xét ung thư vì tuổi của cô; thay vào đó (cô nói) họ nói với cô rằng các triệu chứng của cô là kết quả do cân nặng của cô, khuyên cô nên tập thể dục và tăng cường core của mình. Cô đã sụt mất 30 pound (14 kg), nhưng cơn đau của cô không biến mất.
Những nỗ lực tiếp tục làm người mẫu của Mayday đã thành công và đến đầu năm 2013, cô đã trở thành người mẫu cho Forever Yours, một công ty đồ lót đủ kích cỡ Vancouver. Các triệu chứng của cô tăng lên vào mùa hè năm 2013, cô đã quay lại gặp bác sĩ và nói rằng cô sẽ từ chối làm việc cho đến khi được chẩn đoán. Cuối cùng, cô được chẩn đoán mắc ung thư buồng trứng, cụ thể là ung thư biểu mô huyết thanh mức độ thấp giai đoạn III, một dạng ung thư hiếm gặp thường thấy ở phụ nữ lớn tuổi, khi cô 25 tuổi.
Mayday đã có bốn cuộc phẫu thuật bao gồm cắt bỏ tử cung để lại sẹo và ba tháng hóa trị khiến cô bị hói. Cô tiếp tục làm người mẫu, rằng cô quyết định ôm lấy hói và sẹo, như một cơ hội để nói về căn bệnh ung thư của cô. Sonya Perkins, chủ sở hữu của Forever Yours, ban đầu do dự, nhưng nói rằng chiến dịch đã thành công. Những bức ảnh của Mayday với cái đầu hói và vết sẹo phẫu thuật đã thu hút được hàng chục ngàn người theo dõi trên Facebook. Cô cũng đã ký hợp đồng người mẫu quốc tế với Jaclyn Sarka, người sáng lập JAG Model tại thành phố New York, người đã xem ảnh của cô trên Instagram trước khi nghe về chẩn đoán ung thư của cô.
Ban đầu, cô được gọi là người mẫu có kích thước cộng theo tiêu chuẩn ngành, một nhãn hiệu mà cô từ chối, nói rằng cô có cỡ với kích thước bình thường. Trong suốt một năm rưỡi điều trị ung thư, Mayday đã sụt mất 60 pound (27 kg), xuống còn 120 pound (54 kg) và cỡ quần áo là 10, mà cô nói đã gây ra "sự xấu hổ" trên phương tiện truyền thông xã hội. Một số người hâm mộ hoặc bạn bè cũ của cô đã cáo buộc cô sử dụng căn bệnh ung thư của mình để kiếm tiền và trở nên nổi tiếng.
Vào tháng 7 năm 2014, Mayday được cho biết cô không bị ung thư. Cô đã bay tới Úc để thực hiện một chiến dịch cho Australian Women's Weekly, và là một trong sáu người mẫu nổi bật trong công ty đồ lót plus-size chiến dịch #ImNoAngel của Lane Bryant #ImNoAngel tháng 4 năm 2015, ra mắt phụ nữ với các kiểu cơ thể không điển hình. Những vết sẹo phẫu thuật chưa được chỉnh sửa của cô có thể nhìn thấy trong các bức ảnh. Tháng 6 năm 2015, căn bệnh ung thư quay lại với Mayday, và cô đã có một cuộc phẫu thuật thứ năm để loại bỏ một khối u khác. Cô cũng đăng ảnh từ cuộc phẫu thuật này lên Instagram, đề cập đến vết sẹo của cô ấy là "dấu hiệu sắc đẹp" nhưng cô đã ngừng coi mình là người không bị ung thư.
Mayday tiếp tục làm người mẫu ở New York cho đến năm 2017, khi căn bệnh của cô tái phát và cô trở về Canada. 
Năm 2017, Mayday là gương mặt đại diện cho cửa hàng quần áo cỡ lớn của Canada Addition Elle để quyên tiền cho Ung thư buồng trứng Canada. Cô đã đăng về những phần khó khăn trong việc điều trị của mình trên Instagram, bao gồm những bức ảnh về sự kiệt sức của cô, và những video cô nói về nôn mửa và trải qua hóa trị.
Năm 2018, cô đã viết một bài báo cho tạp chí Flare về việc cắt bỏ tử cung khiến cô không thể có con. Đó là lần đầu tiên trong các hoạt động chính của cô. Cô đã lên kế hoạch cuối cùng có năm đứa con, và khi cô được chẩn đoán đã hỏi ý kiến chuyên gia về khả năng sinh sản về thu thập trứng, nhưng được cho biết rằng các loại thuốc được sử dụng sẽ làm tăng sự tiến triển của bệnh ung thư, vì vậy cô đã quyết định chống lại nó. "Tôi cần chăm sóc những cô gái trẻ cần tôi hoặc cần giọng nói này. Đó là cách nuôi dạy con của tôi bây giờ, "cô nói với CBC.

## Qua đời

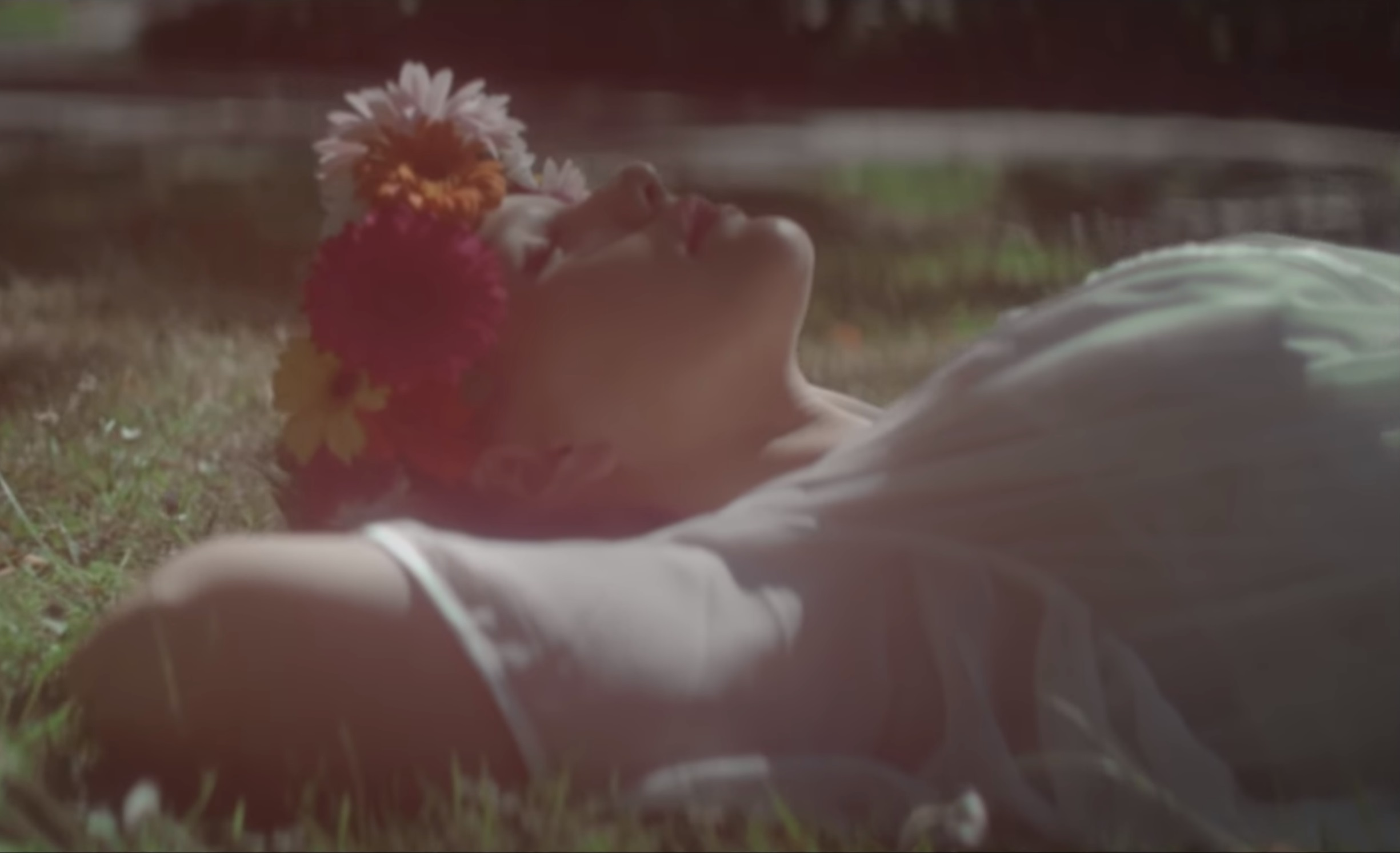
Mayday ở A Perfect 14

Mayday qua đời tại Vancouver vào ngày 1 tháng 3 năm 2019, ở tuổi 30. Bệnh của cô đã tiến triển đặc biệt là trong những tháng cuối cùng, và các bác sĩ không thể giúp đỡ thêm được nữa. Một người bạn cấp ba bay vào gặp cô nói rằng Mayday đã chấp nhận cái chết. Vào thời điểm cô qua đời, trang Facebook của Mayday có 500.000 người theo dõi.